# Handan
Handan is een stadsprefectuur in het zuidwesten van de noordoostelijke provincie Hebei, Volksrepubliek China.

## Geschiedenis

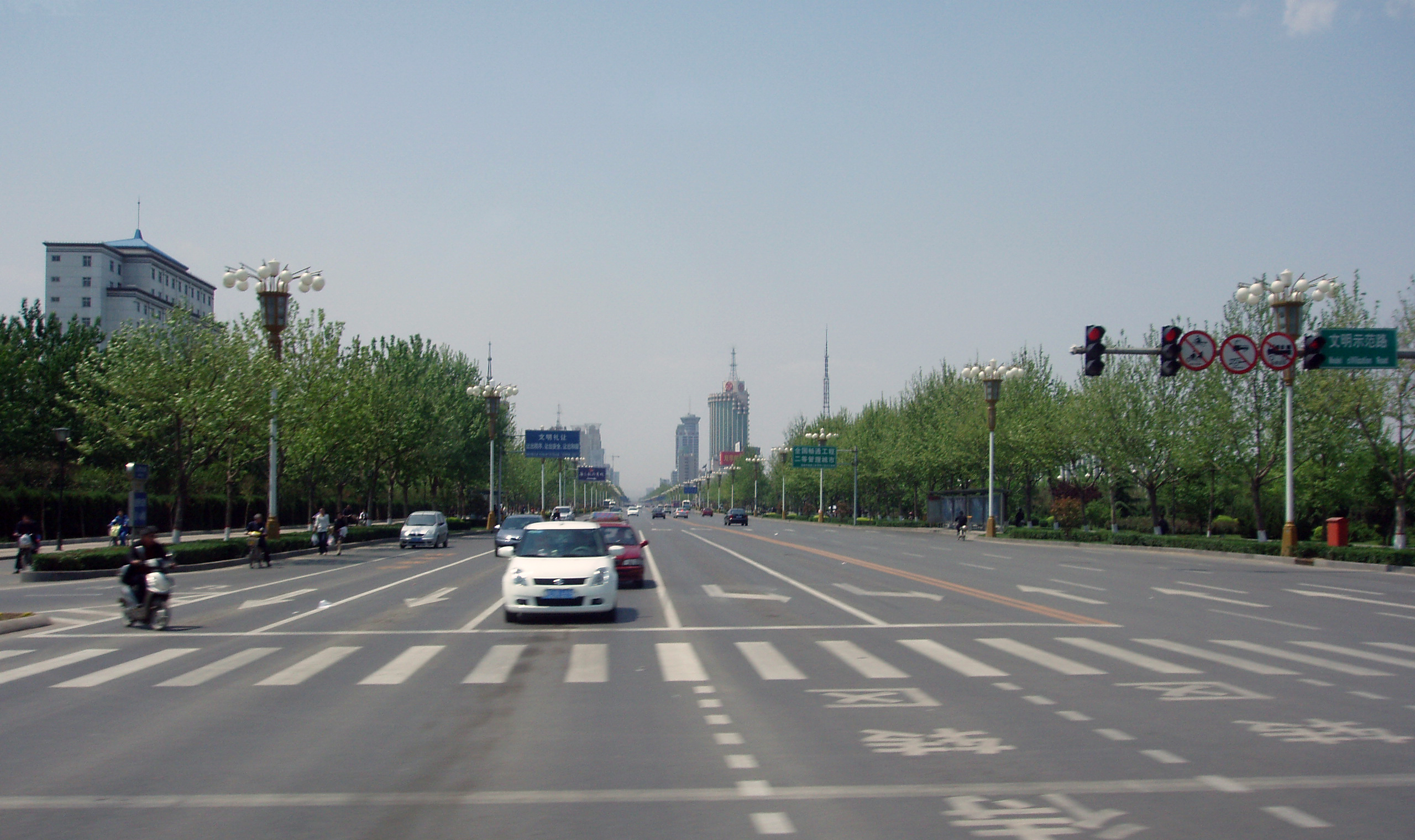
Straat in Handan

Handan was de hoofdstad van Zhao tijdens de Periode van de Strijdende Staten. De stad werd veroverd door Qin. Qin Shi Huang bezocht na de overwinning de stad slechts eenmaal, en liet alle vijanden van zijn moeder die zich in de stad bevonden levend begraven.
Handan bleef tijdens de westelijke en oostelijke Han-dyanstieën een belangrijk commercieel centrum, maar het ging langzaam bergafwaarts met de stad. Dit kwam mogelijk door de vele veldslagen in Noord-China. 
Handan is vandaag de dag vooral een industriële stad, voornamelijk gericht op staalproductie. De stad heeft enkele attracties, die meestal afkomstig zijn uit Zhao-folklore. Voorbeelden hiervan zijn de weg waar Lin Xiangru zich terugtrok om zijn tegenstander, Lian Po, eerst te laten passeren en de plaats waar Lian Po Lin Xiangru zou hebben gesmeekt om vergeving.

## Demografie
In 2020 had de stad een inwoneraantal van 2.050.000 mensen in alleen het stadsgedeelte, en 9.413.990 in de gehele prefectuur van 12.000 km².

## Economie
De industriële groei van de stad was grotendeels te danken aan zijn communicatie en transportactiviteiten. Kolenmijnen in Fengfeng leverden brandstof voor Handans ijzer-, staal-, textiel- en chemische fabrieken. De grote staalfabriek van Hansteel, thans een onderdeel van de staalgigant Hesteel, bevindt zich in Handan. Ook de staalreus Delong Steel Group heeft een grote fabriek in Handan. De grote bandstaalfabriek van de Sinogiant Group bevond zich eveneens in Handan, tot deze in 2017 werd gesloten om naar Fengnan te verhuizen.
Begin januari 2013 werd de watertoevoer voor de stad afgesloten nadat het mogelijk was dat er 9 ton aliline in een rivier terechtkwam. Deze rivier stroomt dwars door de stad. Het zou komen door een lek in een klep van een chemische fabriek.

## Bekende inwoner van Handan
- Yang Luchan (1799-1872), leraar van Tai chi